# 宋兰
宋兰（1954年5月—），山东寿光人。女，汉族。中国共产党党员。研究生学历。
历任青岛市财政局团委书记，市税务局团委书记、处长、副局长、局长；山东省国家税务局局长；国家税务总局总会计师等职。2006年12月升任国家税务总局副局长。2014年9月，不再担任国家税务总局副局长。